# Myiodynastes chrysocephalus
A Myiodynastes chrysocephalus a madarak (Aves) osztályának verébalakúak (Passeriformes) rendjébe és a királygébicsfélék (Tyrannidae) családjába tartozó faj.

## Rendszerezése
A fajt Johann Jakob von Tschudi svájci ornitológus, természettudós és diplomata írta le 1844-ben, a Scaphorhynchus nembe Scaphorhynchus chrysocephalus néven.

## Alfajai
- Myiodynastes chrysocephalus chrysocephalus (Tschudi, 1844)
- Myiodynastes chrysocephalus cinerascens Todd, 1912
- Myiodynastes chrysocephalus minor Taczanowski & Berlepsch, 1885[2]

## Előfordulása
Az Andokban, Argentína, Bolívia és Peru területén honos. Természetes élőhelyei a szubtrópusi és trópusi hegyi esőerdők, valamint legelők és másodlagos erdők. Állandó, nem vonuló faj.

## Megjelenése
Testhossza 22 centiméter.

## Természetvédelmi helyzete
Az elterjedési területe nagyon nagy, egyedszáma pedig növekszik. A Természetvédelmi Világszövetség Vörös listáján nem fenyegetett fajként szerepel.